# Coptodactyla glabricollis
Coptodactyla glabricollis är en skalbaggsart som beskrevs av Hope 1842. Coptodactyla glabricollis ingår i släktet Coptodactyla och familjen bladhorningar. Inga underarter finns listade i Catalogue of Life.